# Prouville
Prouville település Franciaországban, Somme megyében. Lakosainak száma 312 fő (2022. január 1.). Prouville Agenville, Beaumetz, Bernaville, Domléger-Longvillers, Heuzecourt, Montigny-les-Jongleurs és Saint-Acheul községekkel határos.

## Népesség
A település népességének változása:
| Lakosok száma | 290  | 296  | 309  | 314  | 319  | 321  | 328  | 320  | 312  |
|               | 2013 | 2015 | 2016 | 2017 | 2018 | 2019 | 2020 | 2021 | 2022 |